# Stazione di Arnhem Centrale
La stazione di Arnhem Centrale è la principale stazione ferroviaria di Arnhem, Paesi Bassi. È una stazione passante a 10 binari sulle linee Amsterdam-Arnhem, Arnhem-Leeuwarden, Arnhem-Nimega e Oberhausen-Arnhem.
Dall stazione passano 40000 persone al giorno, nona per passeggeri in tutti i Paesi bassi.
Nel 2006 sono cominciati i lavori di riammodernamento curati da UNStudio che si sono conclusi con l'inaugurazione il 19 novembre 2015 cambiando il nome della stazione da Arnhem ad Arnhem Centraal.

## Interscambi
La stazione è servita da diverse linee di filobus e autobus.
- Fermata filobus (Centraal Station, linee 1, 2, 3, 5, 6 e 7)
- Fermata autobus
- Stazione taxi

## Galleria d'immagini

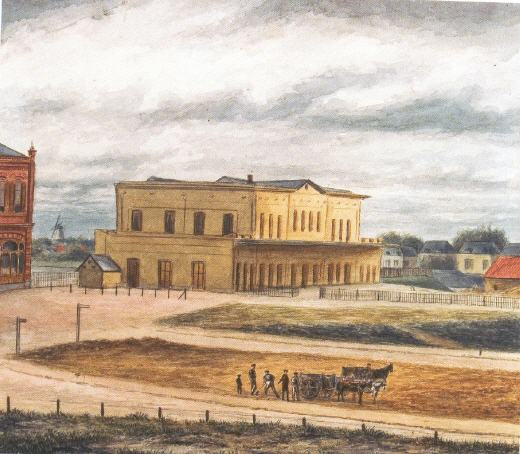
Disegno dal 1870
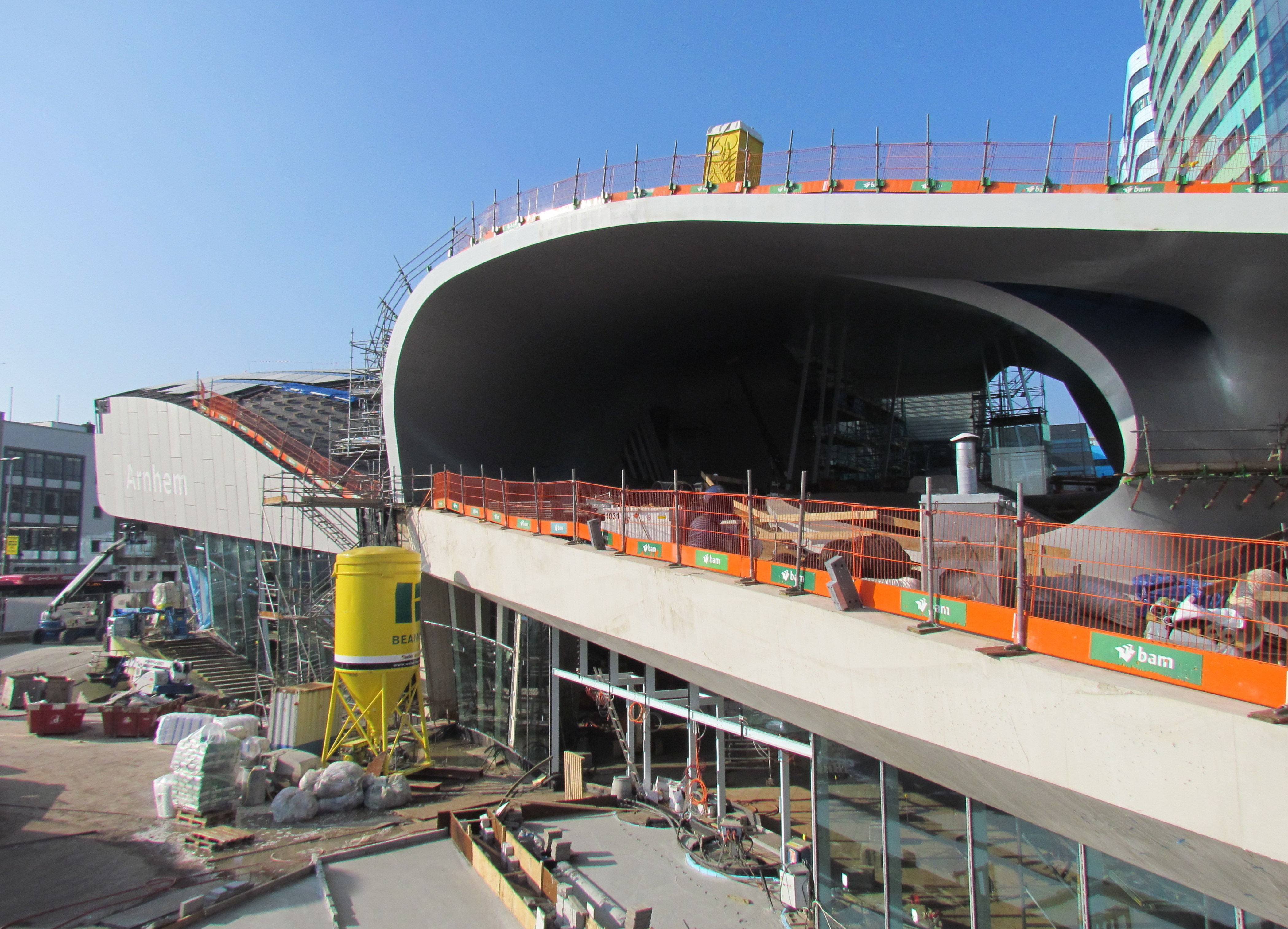
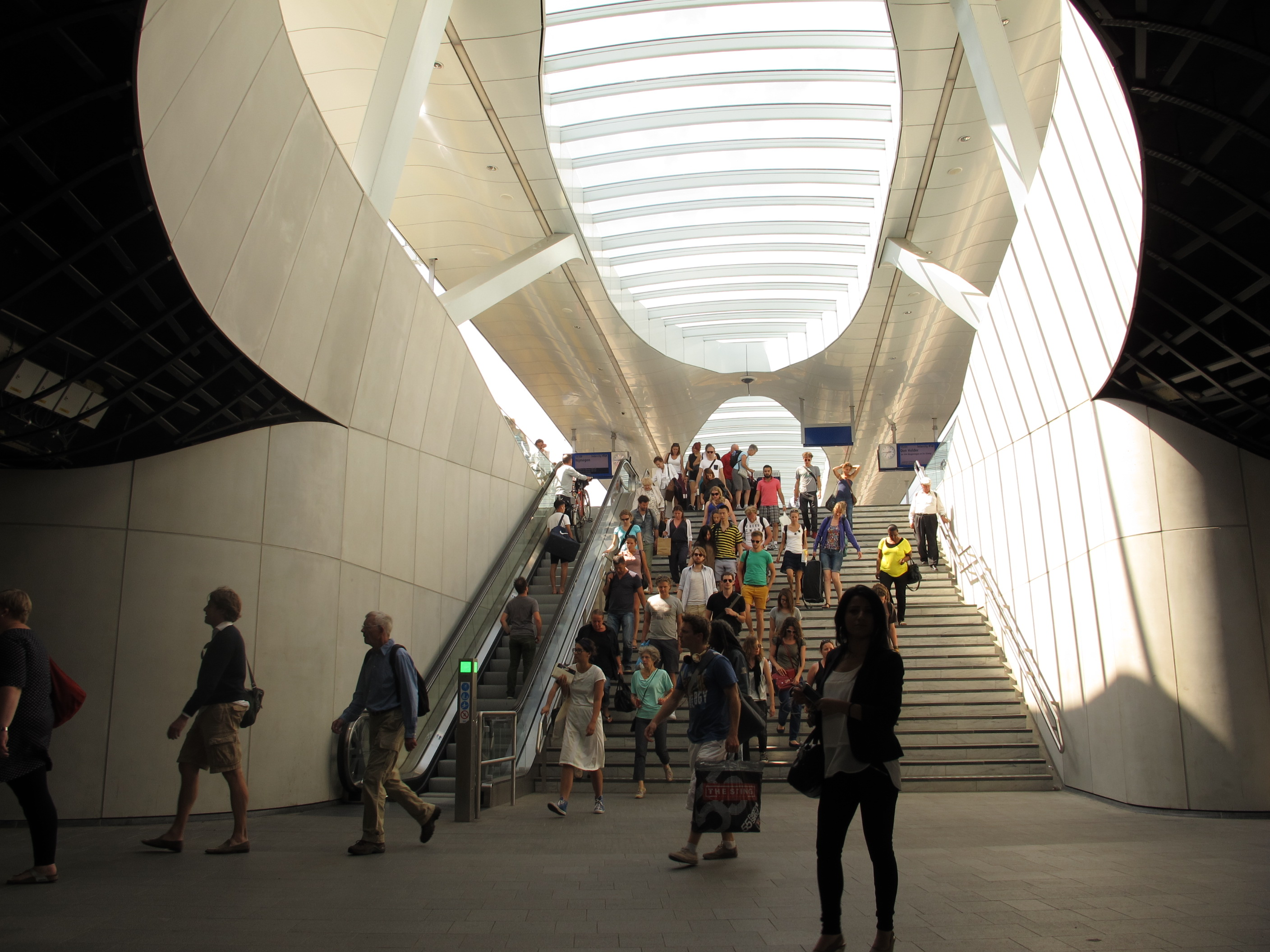
viaggiatori
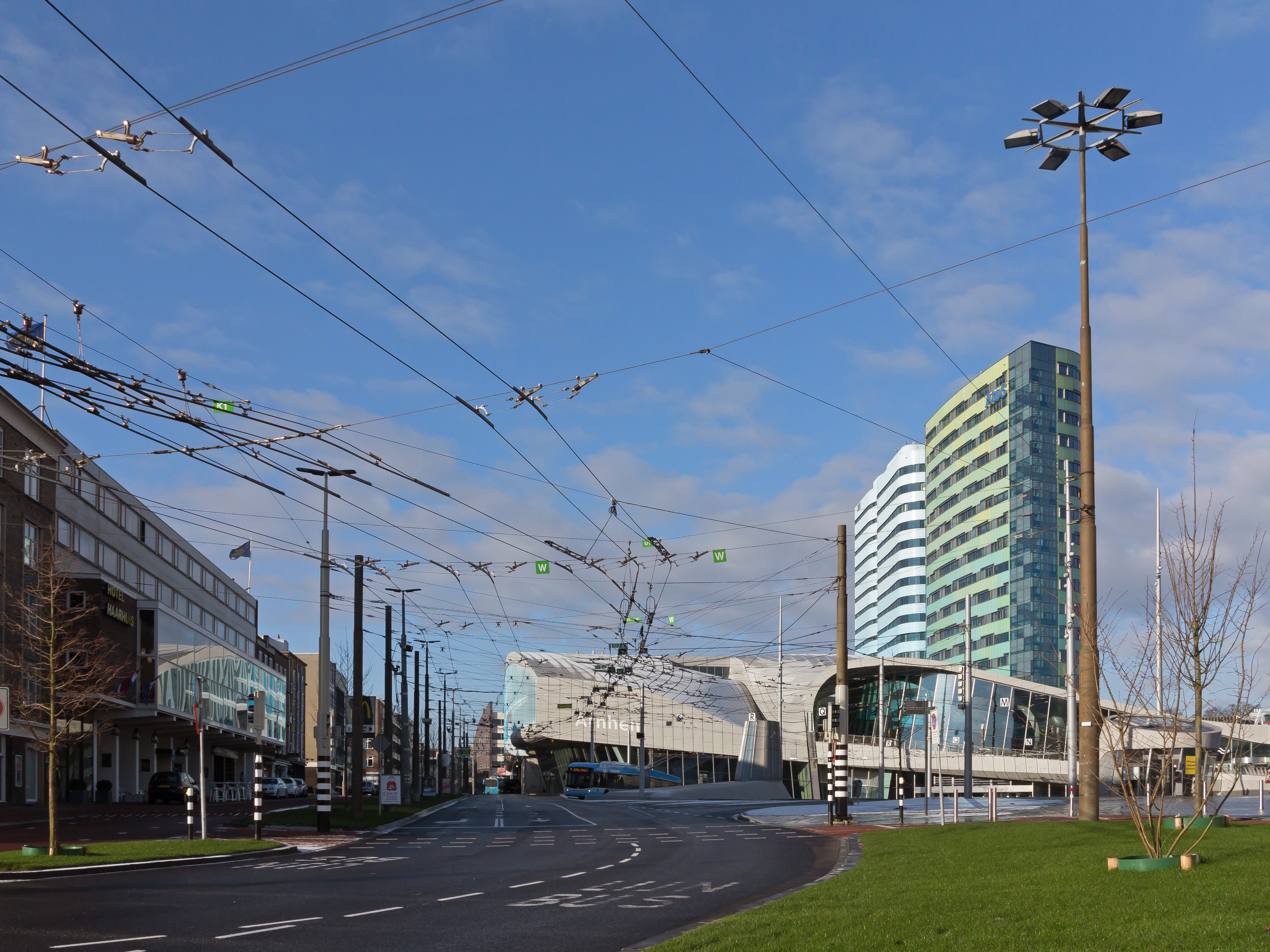
Central railway station
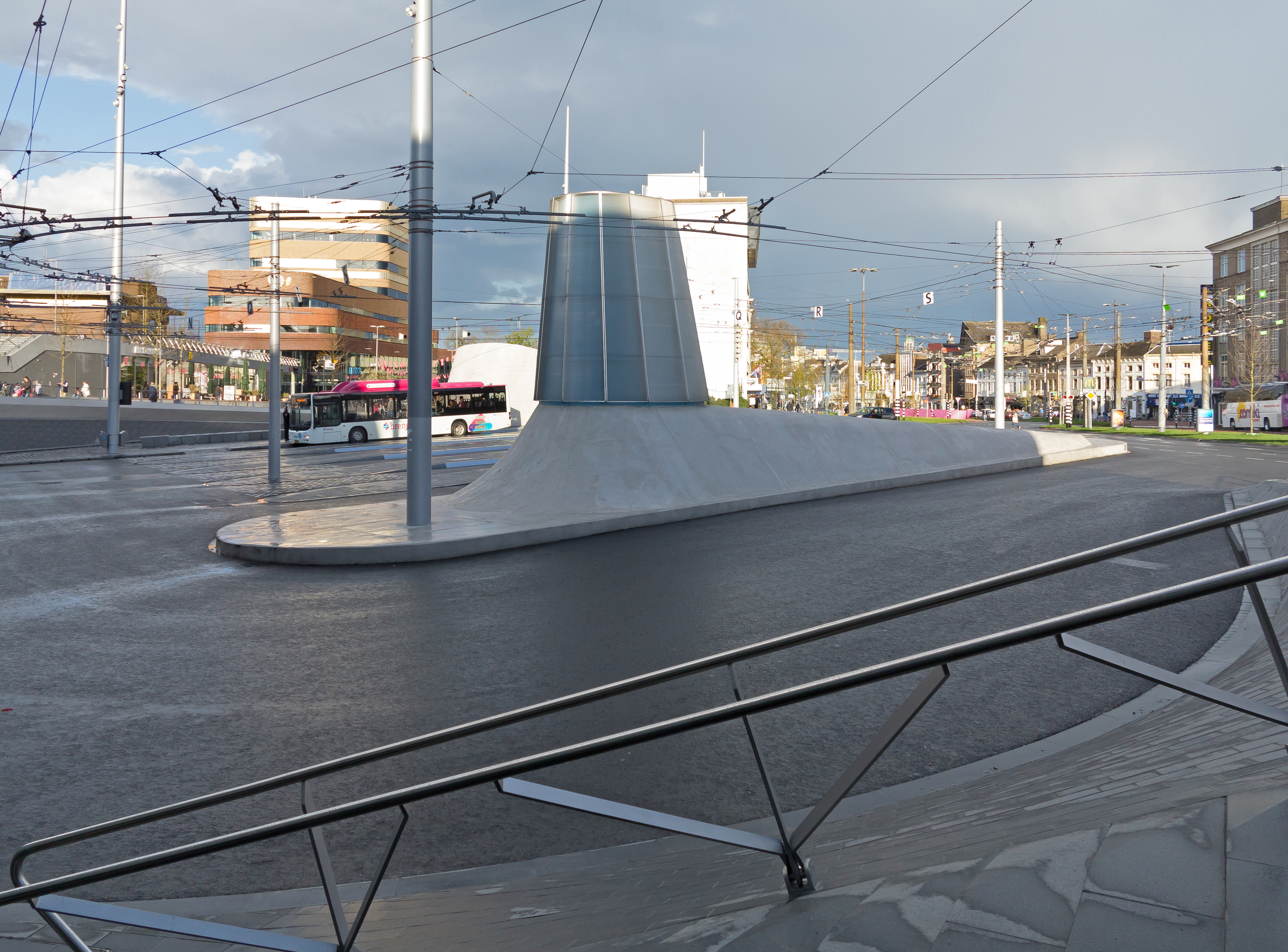
Central station for trolleybusses
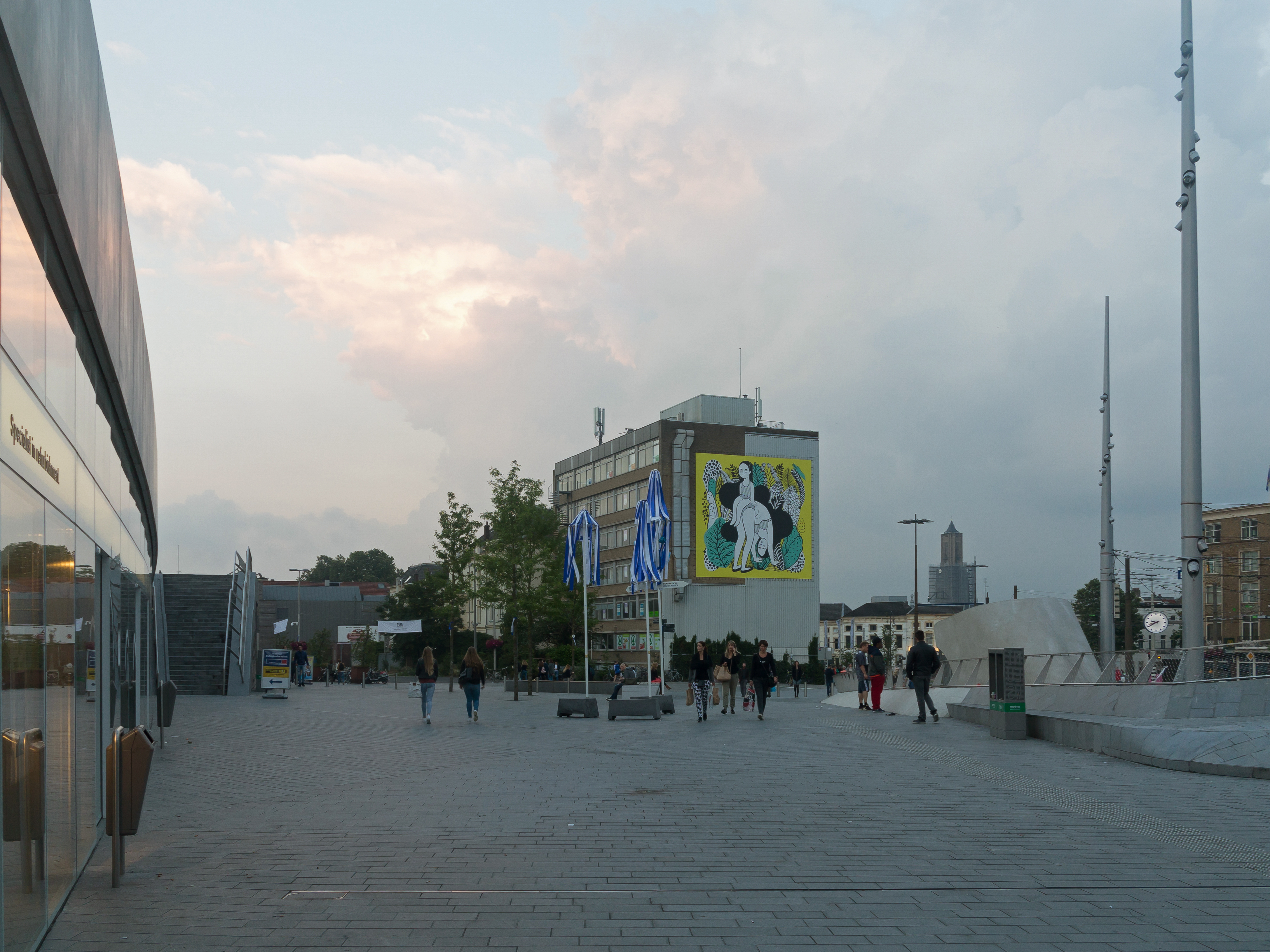
Square before the central railway station
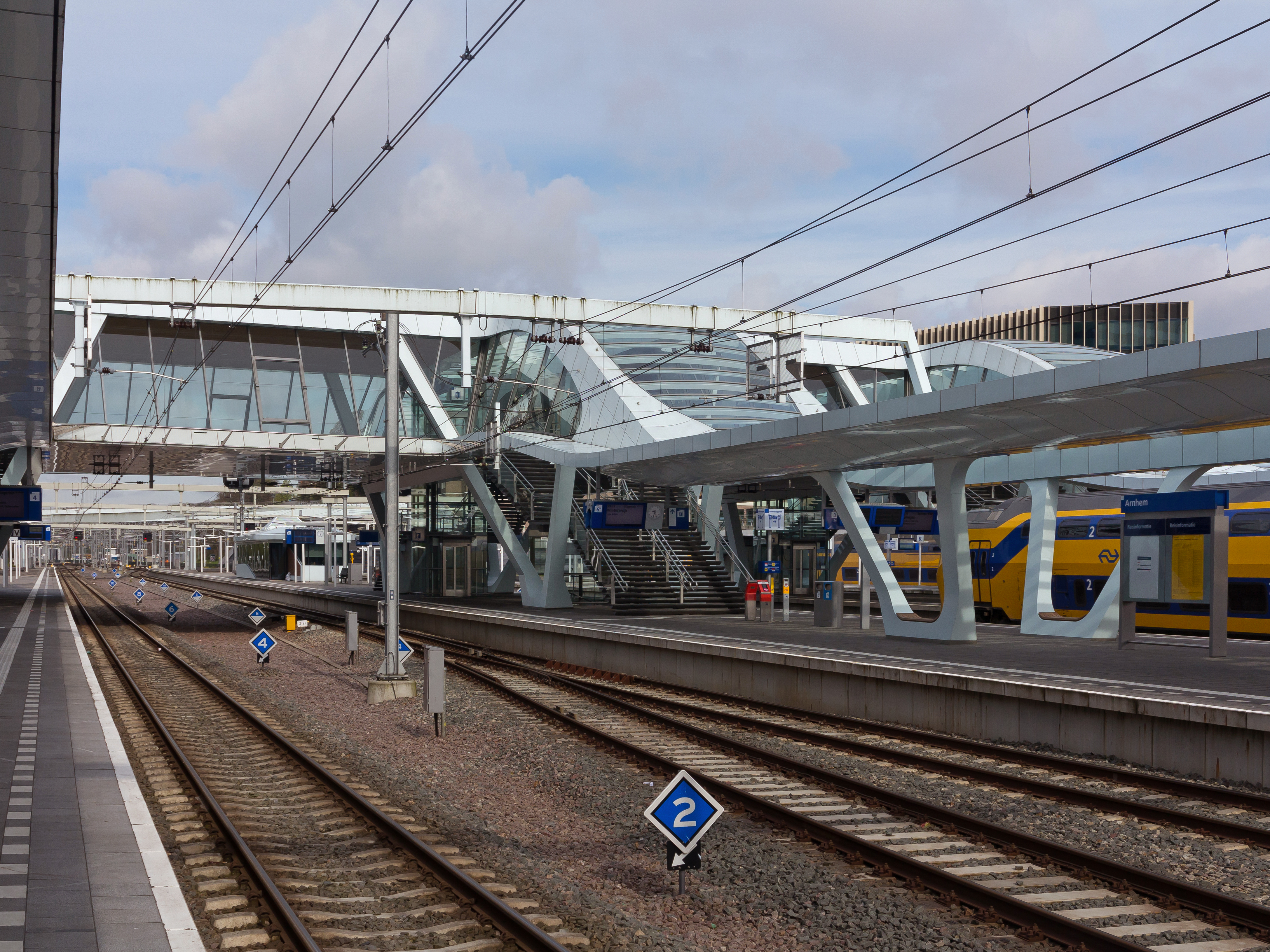
Footbridge to exit central railway station
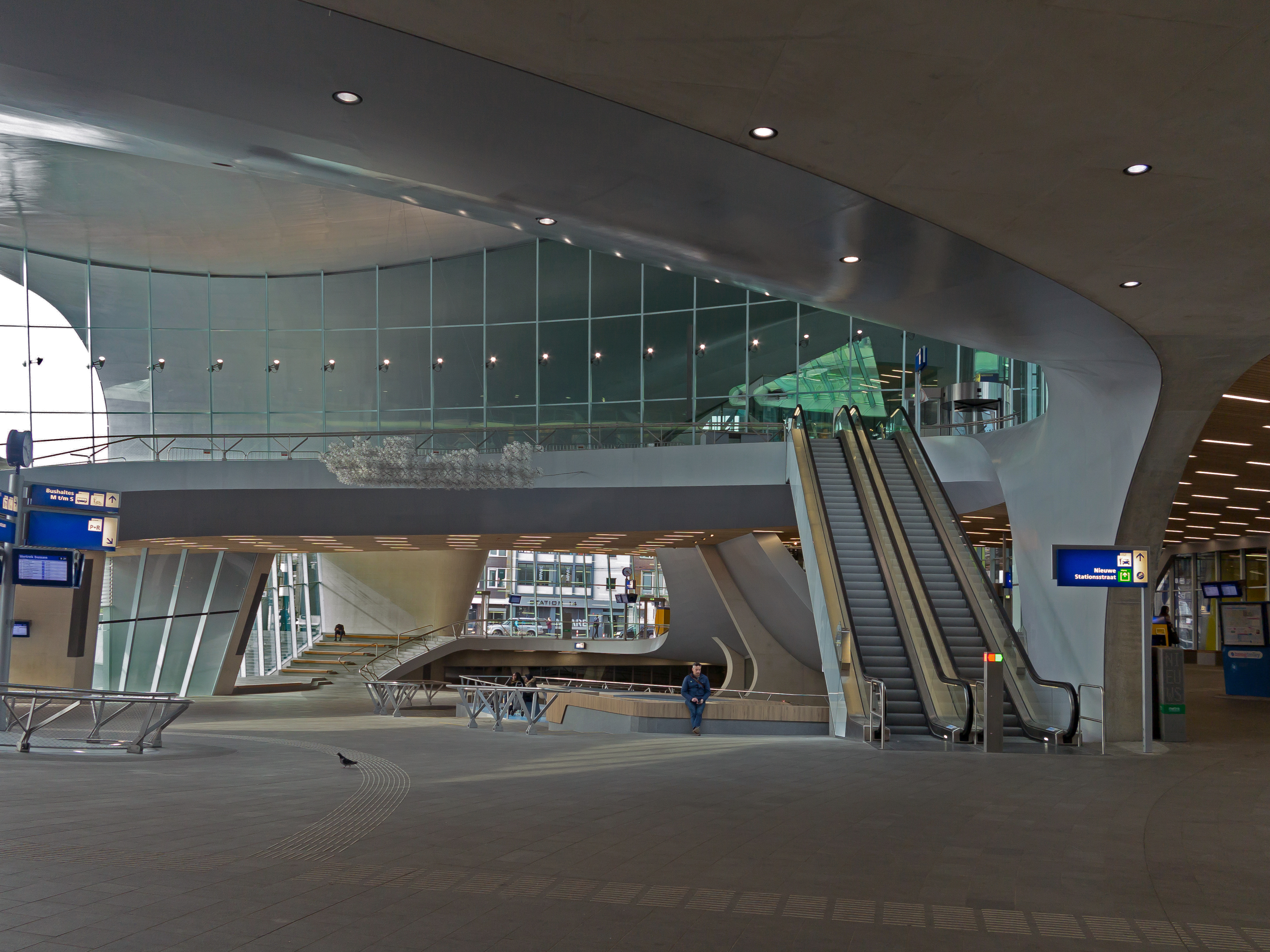
Stairs in the station building
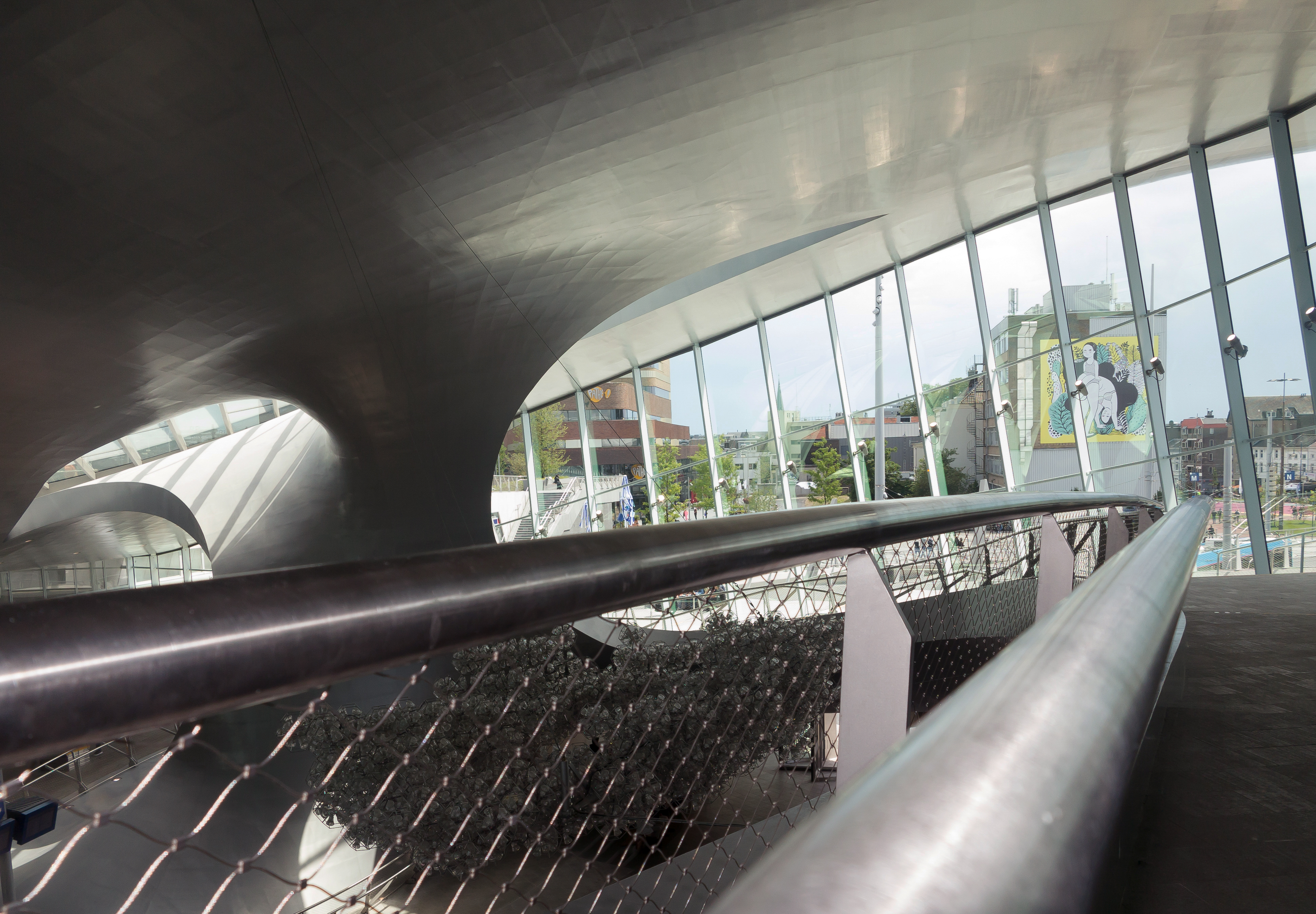
Sculpture in station building